# Vicenç Vilarrubla
Vicenç Villarubla, né le 31 janvier 1981 à La Seu d'Urgell, est un fondeur espagnol.

## Carrière
Il débute en Coupe du monde en novembre 2001. Il obtient son meilleur résultat en 2007 au quinze kilomètres libre de Changchun (17e).
Aux Jeux olympiques d'hiver de 2006, il est 31e de la poursuite, 65e du quinze kilomètres classique et 42e du cinquante kilomètres libre.
Aux Jeux olympiques d'hiver de 2010, il est 53e du quinze kilomètres libre, 31e de la poursuite et 40e du cinquante kilomètres classique.
Il compte six participations aux Championnats du monde entre 2003 et 2013. Son meilleur résultat est une 27e place en 2005 sur le quinze kilomètres libre.
Il arrête sa carrière de fondeur en 2013, pointant notamment le manque de soutien financier.

## Palmarès

### Coupe du monde
- Meilleur classement général : 127e en 2007.
- Meilleur résultat individuel : 17e.